# Pretzfeld
Pretzfeld – gmina targowa w Niemczech, w kraju związkowym Bawaria, w rejencji Górna Frankonia, w regionie Oberfranken-West, w powiecie Forchheim. Leży w Szwajcarii Frankońskiej, nad rzeką Wiesent, przy drodze B470 i linii kolejowej Gößweinstein – Forchheim.
Gmina położona jest 9 km na północny wschód od Forchheimu, 35 km na południowy zachód od Bayreuth i 33 km na północ od Norymbergi.

## Dzielnice
W skład gminy wchodzą następujące dzielnice:
| - Altreuth - Eberhardstein - Hagenbach - Hetzelsdorf - Kolmreuth | - Lützelsdorf - Oberzaunsbach - Pfaffenloh - Poppendorf | - Unterzaunsbach - Urspring - Wannbach - Hardt |

## Polityka
Wójtem jest Erhard Müller. Rada gminy składa się z 14 członków:
|      | CSU | SPD | WG Pretzfeld- Altreuth | Aktywne Kobiety | WG Trubachtal- Hagenbach | WG Oberland | WG Zaunsbach | Razem     |
| 2002 | 5   | 2   | 3                      | 1               | 1                        | 1           | 1            | 14 miejsc |

### Współpraca
Miejscowość partnerska:
- Bretzfeld, Badenia-Wirtembergia

## Osoby związane z Pretzfeldem
- Walter Schottky, fizyk, założył tutaj laboratorium